# Montgaillard (Altos Pirineos)
 Montgaillard  es una población y comuna francesa, situada en la región de Mediodía-Pirineos, departamento de Altos Pirineos, en el distrito de Bagnères-de-Bigorre y cantón de Bagnères-de-Bigorre.

## Demografía
| 614 | 629 | 628 | 695 | 737 | 724 | 723 |
| Para los censos de 1962 a 1999 la población legal corresponde a la población sin duplicidades (Fuente: INSEE [Consultar]) |     |     |     |     |     |     |